# Tetraneutrón
Un tetraneutrón es un hipotético grupo estable de cuatro neutrones. Este grupo de partículas no es apoyado por los modelos actuales de fuerzas nucleares. Hay alguna evidencia empírica la cual sugiere que esta partícula existe, basada en un experimento de Francisco Miguel Marqués y colaboradores en el acelerador de partículas GANIL en Caen usando un nuevo método de detección en observaciones de la desintegración de núcleos de berilio y litio. Sin embargo, intentos posteriores para reproducir esta observación han fallado.

## El experimento de Marqués
Como con muchos experimentos con aceleradores de partículas, el equipo de Marqués lanzó núcleos atómicos hacia objetivos de carbono y observó el "spray" de partículas a partir de las colisiones resultantes. En este caso el experimento involucró el arrojar núcleos de berilio-14, berilio-15 y litio-11 hacia un pequeño blanco de carbono, siendo el más exitoso el berilio-14. Este isótopo del berilio tiene un halo nuclear que consiste en cuatro neutrones agrupados; esto le permite ser fácilmente separado intacto en la colisión a alta velocidad con el blanco de carbono. Su aproximación a la producción y detección de grupos de neutrones enlazados fue algo novedoso. Los actuales modelos nucleares sugieren que cuatro neutrones separados deben resultar cuando se produce berilio-10, pero la única señal detectada en la producción de berilio-10 sugirió un grupo multineutrón en los productos de desintegración; más parecido a un núcleo de berilio-10 y cuatro neutrones fusionados juntos en un tetraneutrón.

## Después del experimento de Marqués
Un posterior análisis del método utilizado en el experimento de Marqués sugirió que el mecanismo de detección era poco probable pero la sugerencia fue refutada, y los intentos para reproducir estas observaciones con diferentes métodos no han detectado de manera exitosa ningún grupo de neutrones. Si, sin embargo, la existencia de tetraneutrones estables fuera alguna vez confirmada de manera independiente, tendrían que ser hechos considerables ajustes a los actuales modelos nucleares. Bertulani y Zelevinsky propusieron que, si existiera, el tetraneutrón podría ser formado por un estado enlazado de dos moléculas de dineutrón. Sin embargo, los intentos para modelar las interacciones que podrían dar lugar a grupos de multineutrones han fallado, y "no parece posible cambiar los modernos Hamiltonianos nucleares para enlazar un tetraneutrón sin destruir muchas otras predicciones exitosas de esos Hamiltonianos. Esto significa que, en caso de que se confirmara un reciente experimento de un tetraneutrón enlazado, nuestro entendimiento de las fuerzas nucleares tendrá que ser cambiado significativamente".